# 袁芳
袁芳（1425年—？），字時烈、始馨，江西南昌府豐城縣人，軍籍，明朝政治人物。

## 生平
景泰四年（1453年）癸酉科江西鄉試第六十七名舉人，天順元年（1457年）中式丁丑科會試第五名，二甲第十一名進士。授兵科給事中，出為四川布政使司參議。

## 家族
曾祖袁仲立；祖父袁孟振，知縣；父袁習美。